# Nacaduba ollyetti
Nacaduba ollyetti är en fjärilsart som beskrevs av Corbet 1947. Nacaduba ollyetti ingår i släktet Nacaduba och familjen juvelvingar. Inga underarter finns listade i Catalogue of Life.